# Греков, Николай Порфирьевич
Николай Порфирьевич Греков (21 февраля (5 марта) 1807 года, село Казанское Ефремовского уезда Тульской губернии — 1866, Москва) — российский поэт и переводчик.

## Биография
Родился в семье военного.
Окончил Московский университет (1827), служил в Московском дворянском депутатском собрании. С 1833 года — в отставке, жил в основном в своём имении Казанское. В личной жизни был несчастлив, пережил жену, пятерых детей и брата.
Стихи писал с детства. Первое стихотворение опубликовано в 1825 году. Регулярно печатался в журналах в 1830—1850 годы («Библиотека для чтения», «Литературная газета», «Пантеон», «Отечественные записки», «Развлечение», «Москвитянин»), основной темой его стихотворений были чувства автора, вызванные картинами природы.
Известен и популярен романс на стихи Грекова «Свидание» (музыка П. Булахова), свои произведения на его стихи писали П. И. Чайковский («Недолго нам гулять…», «Смотри: вон облако…», «Погоди»), А. Алябьев («Не трону я печаль немую…»), А. Варламов («Звездочка»), А. Даргомыжский («В аду нам суждено…», «Цветы полей»), А. Гурилёв («Осенний день», «Слеза», «Сердце», «Серенада», «Песнь моряка»), С. Донауров («Я пью за здоровье твое…», «Сошлись мы порою ночною…»), М. П. Мусоргский («Где ты, звездочка…»), также и П. П. Булахов («Бессонница»).
Писал водевили. Его сочинение «Ещё роман на большой дороге, или Чему быть, тому не миновать» 22 января 1832 года было поставлено на сцене Большого театра в Москве.
Переводил с английского, французского, немецкого и испанского языков. Из переводов его выдаются две драмы Кальдерона: «Ересь в Англии» и «Жизнь есть сон»; первая часть «Фауста» Гёте (М., 1843, и СПб., 1859); «Ромео и Джульетта» Шекспира (СПб., 1862); драма Жирардена «Пытка женщины»; поэма Альфреда де Мюссе «Ролла» (М., 1864); стихотворения Гейне (М., 1863) и пр. Переводы Грекова отличаются хорошим стихом и довольно близки к подлинникам.